# Andrew Wiles
Sir Andrew John Wiles (Cambridge, Anglaterra, 11 d'abril de 1953) és un matemàtic britànic. Va assolir la fama mundial el 1995 quan va demostrar uns certs casos de la conjectura de Taniyama-Shimura, els quals, segons la demostració de Kenneth Ribet de 1990 d'una conjectura efectuada l'any 1986 per Gerhard Frey, implicaven el Darrer teorema de Fermat.
El 1993 Wiles anuncià la demostració general del teorema, demostració que resultà errònia, però que ell mateix amb l'ajuda del seu deixeble Richard Taylor va corregir durant l'any 1994, una demostració que fins fa poc semblava inabastable. Aquesta demostració fou publicada el 1995 en un article de 98 pàgines a la revista Annals of Mathematics i implica l'ús de funcions el·líptiques i representacions de Galois.

## Premis i distincions
Alguns dels premis que se li ha atorgat són: el Premi Fermat el 1995, el Premi Schock el 1995, la Medalla Reial el 1996, el Premi Rei Faisal el 1998, el Premi de Pitàgores el 2004 i el Premi Shaw el 2005. El març de 2016 rep el Premi Abel.